# 江川村 (福岡県)
江川村（えがわむら）は、1889年4月1日から1908年2月15日まで福岡県遠賀郡にあった村。現在の北九州市八幡西区、同若松区の一部にあたる。

## 地理
若松半島の西部に位置し、北は響灘に面していた。
- 河川：江川、遠賀川[1]

## 歴史
- 1889年（明治22年）4月1日 - 遠賀郡蜑住村、有毛村、乙丸村、大鳥居村、小敷村、高須村、浅川村、払川村、塩屋村が合併し江川村が設立[1][2]。
- 1908年（明治41年）2月15日 - 遠賀郡洞北村と合併し島郷村を新設して消滅[1][2]。